# 2012年广东省国际慈善义卖活动
2012年广东省国际慈善义卖活动，是指2012年12月8日，在中国广东广州举行的首届广东省国际慈善义卖活动，三十余个驻广州总领事馆出售各国产品，为广东省听障残疾儿童共筹得善款逾33万元。
此次义卖活动所筹集的善款全部用于广东省残疾儿童康复中心听力语训教室专业装修及教具配备。最终，共筹得善款逾33万元。
然而此次活动中出现不少不谐事件：各国领事馆在清理善款中找到有五千元的假钞。国家统计局原副局长贺铿则从意识形态上表示：外国人在中国义卖不要脸。